# Jaroslav Šustr
Jaroslav Šustr (18. března 1908 Strážnice – 7. listopadu 1988 Alexandria) byl český diplomat a příslušník prvorepublikové československé armády, který se po německé okupaci Čech, Moravy a Slezska zapojil do domácího odboje a po ilegálním opuštění protektorátu pracoval v řadách československé zahraniční armády a v československém exilovém ministerstvu obrany ve Spojeném království. Ke konci druhé světové války byl čs. vojenským atašé v Číně a po návratu do Československa byl členem čs. vojenské mise u Spojenecké kontrolní rady v Německu. Po únoru 1948 emigroval s rodinou do Spojených států amerických, kde strávil zbytek života.

## Život

### Studia
Jaroslav Šustr se narodil 18. března 1908 ve Strážnici na Hodonínsku v domě číslo 63, který stával v ulici Boženy Hrejsové. Po absolvování gymnázia ve Strážnici, kde se již projevilo jeho značné nadání pro studium cizích jazyků, nastoupil do Vojenské akademie v Hranicích. V létě 1927 úspěšně vojenská studia v Akademii ukončil a v hodnosti poručíka pěchoty prošel několika jednotkami po celém území Československé republiky. Současně přitom absolvoval i různé výcviky (pyrotechnický, zpravodajský, minometný). V prvním ročníku Vysoké školy válečné v Praze začal studovat od 1. února 1935. Vedle vojenského vzdělávání se ale současně zaměřil na studium žurnalistiky a politických věd na Karlově univerzitě v Praze. (Vysokou školu válečnou dokončil v roce 1937.) V červenci 1938 byl přidělen do generálního (hlavního) štábu československé armády, když byl předtím povýšen (za výborné studijní výsledky) do hodnosti kapitána pěchoty. Během mobilizace v roce 1938 byl jako štábní důstojník a zpravodaj zařazen do štábu velitelství okrsku Praha (cílem tohoto velitelství bylo zajišťovat obranu hlavního města).

### Protektorát
Po nastolení protektorátu (15. března 1939) a rozpuštění prvorepublikové československé armády (jaro a léto 1939) našel Jaroslav Šustr civilní místo obchodního zástupce a kontrolora v zahraniční firmě s motorovými oleji Socony Vacuum Oil Company v Pardubicích. Jako mnoho jeho kolegů z rozpuštěné prvorepublikové československé armády i Jaroslav Šustr se záhy začlenil do práce ve vojenské ilegální odbojové organizaci Obrana národa. V odboji používal krycí jméno „Přemysl“, jeho funkce obchodního zástupce a firemního kontrolora mu zajišťovala jednak krytí a současně mu umožňovala relativně volný pohyb prakticky po celém teritoriu tehdejšího protektorátu. V rámci své odbojové činnosti připravoval Šustr sabotáže a pomáhal bývalým důstojníkům v jejich nelegálním přechodu za hranice protektorátu. Když gestapo odhalilo protiříšskou činnost Jaroslava Šustra musel před jistým zatčením sám 20. února 1940 uniknout (s pomocí kolegů – odbojářů z Obrany národa) do exilu přes Balkán.

### Cesta do Velké Británie
Po přechodu hranice s Maďarskem byl ale zatčen a téměř dva měsíce vězněn v Budapešti, odkud se mu 17. dubna 1940 podařilo uprchnout. Za tři dny (20. dubna 1940) se již hlásil v Jugoslávii u československého úřadu, kde byly shromažďovány československé vojenské jednotky a odkud byly následně přepravovány na Blízký východ pro budoucí podporu vojenských sil Spojenců. V Jugoslávii působil nějaký čas ve funkci instruktora četnických oddílů generála Dragoljuba Mihailoviće. Jaro a léto 1940 prožil při formování zahraniční armády v Libanonu, Sýrii a především Palestině. V září 1940 byl převelen do Velké Británie ve funkci velitele roty u pěšího pluku a změnil i svoji velitelskou odbornost, od pěšího vojska se dostal k letectvu. Byl schopným a zodpovědným vojákem, disponoval ale přehnaným sebevědomím a oplýval i velice kritickým pohledem směrem ke svým nadřízeným.

### Nad protektorátem
Na československém exilovém ministerstvu národní obrany sloužil od jara 1941 pod velením generála Sergěje Ingra. Poté, co sám prošel všemi obtížnými kurzy speciální školy pro speciální operace (Special Training School), byl od 10. dubna 1941 pověřen řízením skupiny zvláštního určení. Celým názvem se jeho funkce jmenovala: přednosta velitelské sekce zvláštní skupiny D druhé správy odboru ministerstva obrany pro výsadkové akce v Československu. V jeho pravomoci byl výběr a výcvik výsadkářů, kteří byli vysazováni nad Protektorátem Čechy a Morava aby tam plnili mimořádně důležité diverzní úkoly. Jednou ze Šustrovo povinností bylo stát se těmto mužům rádcem, pomocníkem a starším kamarádem. Po dobu dvou let doprovázel parašutisty na palubě letadel ve funkci výsadkového průvodce (dispečera). Jeho povinnosti začínaly s nástupem do letadla a končily seskokem posledního výsadkáře do protektorátu. V této funkci se účastnil celkem devíti paradesantních misí nad protektorát a to včetně operace Anthropoid, operace Silver A a operace Silver B, které se uskutečnily v rámci společného letu 29. prosince 1941. Poslední takováto akce se pro Jaroslava Šustra skončila v březnu 1943.

### Rodina
Rodiče Jaroslava Šustra a oba jeho bratři zahynuli v koncentračním táboře Mauthausen. Šustrova manželka Miloslava Šustrová (židovského původu) nechtěla opustit svoji nemocnou matku. Gestapo ji zatklo někdy kolem 13. července 1942 a po skončení vyšetřování byla převezena do koncentračního tábora v Osvětimi kde byla umučena dne 19. listopadu 1942. Adoptivní syn manželů Šustrových – Jiří Šustr (* 11. dubna 1936) se ukrýval u rodiny švagrové. V protektorátu byla vypsána peněžitá odměna ve výši 10 tisíc Korun za informace, které by vedly k Šustrovu vypátrání a zadržení.

### Diplomatické úkoly
Od března 1943 začal pracovat v Londýně jako přednosta oddělení pro přípravu mírových jednání. Čs. exilové ministerstvo národní obrany (vědomo si jeho mimořádných organizačních a jazykových schopností) ho vyslalo (od 1. června 1944) coby vojenského a leteckého atašé do Číny. Do čínského města Čunking cestoval přes Teherán a Kalkatu. Když byl v březnu 1946 dokončen přesun veškerých úřadů, včetně československé ambasády, do čtrnáct set kilometrů vzdáleného Nankingu, přesunul se spolu s vedoucím celé mise – vyslancem Stanislavem Miňovským (1887–1953) do východní Číny. Na Dálném východě poté žil dva roky. V srpnu 1946 byl povolán zpět do Československa. Během svého pobytu v Číně se podruhé oženil s Češkou Věrou. Ta s ním v Číně nějaký čas žila a spolu měli syna Vladimíra Šustra.

### V letech 1946 až 1948
Do Československa se vrátil v hodnosti podplukovník generálního štábu a po dobu několika týdnů bylo jeho pracovištěm ministerstvo národní obrany. Na začátku listopadu 1946 byl odeslán do Berlína, aby tam posílil československou vojenskou misi u spojenecké kontrolní rady (Allied Control Commission).
Komunistický „vítězný“ únor 1948 zastihl Jaroslava Šustra v Německu právě při práci v tomto orgánu. Budování nové socialistické československé armády po vzoru Rudé armády s sebou přineslo i personální čistky a „šikanózní tlaky“ na nucené odchody důstojníků, kteří sice ve druhé světové válce bojovali proti Hitlerovi, ale po boku západních Spojenců. Jaroslav Šustr v dubnu 1948 ukončil svoji práci u vojenské mise a protože se nehodlal vrátit do komunistického Československa, ukryl se spolu se svojí rodinou na západě Německa. Poté, co byl varován, že se sovětská rozvědka může pokusit o jeho únos, nabídl svoje vojenské a diplomatické znalosti Spojeným státům a v tomto smyslu spolupracoval s jejich rozvědkou. Díky tomu již v srpnu 1948 získal s celou jeho rodinou (manželka a oba jeho synové) povolení k pobytu ve Spojených státech. V komunistickém Československu byl označen za zrádce a zběha, následovala degradace z vojenské hodnosti podplukovníka na vojína, rozsudek smrti v nepřítomnosti a zabavení veškerého v republice zbylého (zanechaného) majetku.

### Začátky ve Spojených státech
Po příletu do Spojených států amerických pobýval s rodinou krátký čas v New Yorku. Následně se přestěhovali do malého města v Minnesotě. Tam, téměř u kanadských hranic, pomocí novinového inzerátu místní pila hledala účetního a Jaroslav Šustr na toto místo nastoupil. Již při příjezdu se Šustrovi dostalo velkolepého uvítání a místní dali rodině do začátku k dispozici vybavený dům i automobil. Emigrant a světoběžník Jaroslav Šustr si zakrátko své americké spoluobčany získal, dobře pracoval a s lidmi se přátelil. Byl pro ně válečným hrdinou, který v jejich lokalitě hledá klid a přátelskou atmosféru. Místní rozhlas i noviny o jeho příjezdu obšírně referovaly a protože se jméno Jaroslav Šustr Američanům obtížně vyslovovalo, musel si nakonec pozměnit jméno na Mr. Jerry Sustar. Během plných sedmi let, která prožil Mr. Sustar s rodinou v této lokalitě, se rodina rozrostla o dva syny (Peter, Myron).

### V Pittsburghu
Občanství Spojených států amerických získal v říjnu 1953 v době stupňující se Studené války mezi Západem a Východem. Když jej oslovilo pittsburské rádio KDKA s nabídkou místa zahraničněpolitického komentátora, Jerry Sustar nezaváhal a s rodinou se přestěhoval do Pittsburghu. Vnitřně cítil, že má stále větší potřebu podělit se s veřejností o své celoživotní politické a vojenské úvahy a zkušenosti. Zpočátku připravoval vysílání, natáčel reportáže, dělal rozhovory; později mu vedení rozhlasové stanice KDKA umožnilo mít i vlastní pořad. Ten se vysílal 3x až 5x týdně, trval 15 minut a jeho obsahem byla aktuální mezinárodní témata. Současně s prací pro stanici KDKA (ta se odehrávala hlavně v letech 1955 až 1958) psal ještě sloupky pro několik novin a začal spolupracovat i s televizním kanálem WQED. Průběžně si ještě doplňoval svoje odborné vzdělání a každý rok získal nějaký certifikát nebo osvědčení (hlavně z oblasti bezpečnostních studií a politologie). Projekty, kterých se účastnil byly úspěšné a brzy si tento bývalý podplukovník, který hovořil sedmi jazyky a procestoval 60 zemí světa získal svým silným osobním příběhem srdce amerických posluchačů, čtenářů a diváků.

### Od 60. let 20. století
Když v 60. letech 20. století zájem o zahraniční vojensko–politické komentáře v médiích utichl, stal se lektorem politických věd na Point Park Junior College. Stál u založení soukromé akademické školy Allegheny Academy. Také  působil jako zástupce ředitele a lektor na Institutu mezinárodních studií na Westminster College v New Wilmingtonu. Časté pracovní cesty do různých koutů světa mu zajišťovala jeho pracovní pozice experta na mezinárodní politiku ve velké poradenské firmě Consulting International. V rámci československé exilové komunity se angažoval při práci ve Společnosti pro vědy a umění, která se snažila udržovat a rozvíjet vědu a kulturu Čechoslováků ve svobodném (netotalitním) světě.

### V důchodovém věku
V pokročilém věku bydlel v domku v pensylvánské osadě Bakerstownu, ale byl stále aktivní. Jeho třetí manželkou se stala Mary Joyce Sustar. V tomto věku dokončil studia práv na univerzitě La Salle v Chicagu a stal se konzultantem FBI pro východoevropský region. Magisterský titul v oboru strategického zpravodajství na National Defence Intelligence College (Národní škola obranného zpravodajství) ve Washingtonu získal v roce 1984 (ve věku 76 let). Zemřel 7. listopadu 1988 ve věku 80. let. Byl pohřben ve Spojených státech amerických.

## Rehabilitace
Po sametové revoluci v listopadu 1989 v Československu obdržel Jaroslav Šustr in memoriam vysoké české státní vyznamenání a byl posmrtně povýšen do hodnosti plukovníka generálního štábu.